# Polyomaviridae
Polyomaviridae es una familia de virus que tiene como huésped natural a las aves y los mamíferos. De acuerdo a la revisión de 2018 hecho por el Comité Internacional de Taxonomía de Virus (ICTV), la familia Polyomaviridae contiene 4 géneros, y 9 especies sin género. Hay catorce especies conocidas que pueden  infectar a los humanos. Muchos de estos virus afectan a mucho de la población humana sin causar mucho daño.

## Taxonomía
Los poliomavirus tienen un genoma ADN de cadena doble y por lo tanto se incluyen en el Grupo I de la Clasificación de Baltimore. El genoma es circular, de 5000 pares de bases. Los virus tienen un tamaño pequeño, 40-50 nm de diámetro, forma icosaédrica y carecen de envoltura de lipoproteína. Son potencialmente oncogénicos (causantes de tumores); frecuentemente persisten como infecciones latentes en un hospedante sin causar enfermedad, pero pueden producir tumores en un huésped de especie diferente, o en un huésped con un ineficiente sistema inmunitario. El nombre polioma refiere a la habilidad del virus de producir múltiples (poli) tumores (oma).
El género Poliomavirus solía ser uno de los dos géneros dentro de la familia ahora obsoleta Papovaviridae (el otro género, el virus del papiloma, ahora se clasifica en su propia familia, Papillomaviridae).

## Poliomavirus en humanos
La mayoría de los poliomavirus no afectan a los seres humanos. Se conocen 14 especies de poliomavirus que infectan humanos. 
Los géneros Alpha, Beta, Delta y Gamma se formaron en parte por los huéspedes de los virus. El género Delta típicamente se detecta en la piel. El género Gamma refiere a los poliomavirus que afectan a las aves.
| Nombre del Virus                        | Especie                | Género | Presentación clínico                                                      | Citas       |
| --------------------------------------- | ---------------------- | ------ | ------------------------------------------------------------------------- | ----------- |
| Poliomavirus de células de Merkel       | Poliomavirus humano 5  | Alpha  | cáncer de piel de Merkel                                                  | [ 5 ]       |
| Poliomavirus Trichodisplasia Espinulosa | Poliomavirus humano 8  | Alpha  | trichodisplasia espinulosa                                                | [ 6 ] [ 7 ] |
| Poliomavirus humano 9                   | Poliomavirus humano 9  | Alpha  | ninguno conocido                                                          | [ 4 ]       |
| Poliomavirus humano 12                  | Poliomavirus humano 12 | Alpha  | ninguno conocido                                                          |             |
| Poliomavirus Nueva Jersey               | Poliomavirus humano 13 | Alpha  | ninguno conocido                                                          |             |
| Poliomavirus BK                         | Poliomavirus humano 1  | Beta   | nefropatía (enfermedades en el tracto urinario); la cistitis hemorrágica. | [ 8 ] [ 9 ] |
| Poliomavirus JC                         | Poliomavirus humano 2  | Beta   | leucoencefalopatía multifocal progresiva (LMP)                            | [ 10 ]      |
| Poliomavirus KI                         | Poliomavirus humano 3  | Beta   | ninguno conocido                                                          |             |
| Poliomavirus WU                         | Poliomavirus humano 4  | Beta   | ninguno conocido                                                          |             |
| Poliomavirus humano 6                   | Poliomavirus humano 6  | Delta  | condiciones de la piel                                                    | [ 11 ]      |
| Poliomavirus humano 7                   | Poliomavirus humano 7  | Delta  | condiciones de la piel                                                    | [ 11 ]      |
| Poliomavirus MW                         | Poliomavirus humano 10 | Delta  | ninguno conocido                                                          |             |
| Poliomavirus STL                        | Poliomavirus humano 11 | Delta  | ninguno conocido                                                          |             |
| Poliomavirus Lyon IARC                  | Poliomavirus humano 14 | -      | ninguno conocido                                                          |             |

El Virus vacuolante del simio 40 se replica en los riñones de monos sin causar enfermedad, pero causa sarcomas en hámsters. Se desconoce si puede causar enfermedades en los seres humanos, lo que ha causado preocupaciones, ya que el virus puede haber sido introducido en la población general en la década de 1950 a través de una vacuna contra la polio contaminada. Una hipótesis similar postula que esta vacuna pudo haber sido la causa de la transmisión del virus del sida de los chimpancés a los humanos. El Virus de la enfermedad del polluelo del periquito es una causa frecuente de muerte entre las aves enjauladas.

## Replicación
Antes de la replicación del genoma tienen lugar los procesos de fijación, entrada y liberación de la cubierta. Actualmente se desconocen los receptores celulares para los poliomavirus, sin embargo, la fijación del poliomavirus a la célula huésped es mediada por la proteína viral 1 (VP1). Esto se ha demostrado al comprobarse que los anticuerpos anti-VP1 previenen la unión del poliomavirus a la célula huésped.
A continuación los viriones son endocitados y posteriormente transportados directamente al núcleo en vacuolas endocíticas en donde se produce la liberación de la cubierta del virus.
Los poliomavirus se replican en el núcleo de la célula huésped. Son capaces de utilizar la maquinaria genómica del huésped puesto que su estructura genómica es homóloga a la del huésped mamífero. La replicación viral se produce en dos fases distintas: expresión de genes inicial y final, separadas por la replicación del genoma.
La expresión de genes inicial es la responsable de la síntesis de proteínas no estructurales. Puesto que los poliomavirus confían en el huésped para el control de la expresión génica, la función de las proteínas no estructurales es la de regular los mecanismos celulares. Cerca del terminal N del genoma del poliomavirus hay elementos potenciadores que inducen la activación y transcripción de una molécula conocida como el antígeno T. El ARNm inicial codifica antígenos T que son producidos por la ARN polimerasa II del huésped. El antígeno T autorregula el ARNm inicial, que posteriormente conduce a niveles elevados del antígeno T. A altas concentraciones del antígeno T, la expresión génica inicial es reprimida, dando lugar al comienzo de la fase final de la infección viral.
La replicación genómica separa las fases inicial y final de la expresión génica. El genoma viral duplicado es sintetizado y procesado como si se tratara de ADN celular, explotando la maquinaria del huésped. Puesto que el ADN viral sintetizado se asocia con nucleosomas celulares para formar estructuras, a menudo son denominados "minicromosomas". De esta forma, el ADN es empaquetado de la manera más eficiente.
La expresión de genes final sintetiza las proteínas estructurales, responsables de la composición de las partículas virales. Esto ocurre durante y después de la replicación del genoma. Al igual que con los primeros productos de la expresión génica, la expresión génica final genera una serie de proteínas como resultado de una organización alternativa.
Dentro de cada proteína viral hay "señales de localización nuclear", que causa que las proteínas se acumulen en el núcleo. El ensamblado de las nuevas partículas virales, en consecuencia, produce en el núcleo de la célula huésped.
La liberación de las partículas de poliomavirus nuevamente sintetizadas de la célula infectada se realiza por uno de dos mecanismos. La primera y la menos frecuente es el transporte en vacuolas citoplasmáticas a la membrana plasmática, donde se produce la gemación. Con más frecuencia se liberan cuando la célula se lisa debido a la citotoxicidad de las partículas de virus presentes en la célula infectada.

## Historia
El primer poliomavirus descrito fue el poliomavirus murino. En 1951, Ludwig Gross describió que era posible transmitir la leucemia entre ratones recién nacidos usando extractos libres de células. Fueron las virólogas Sarah Stewart y Bernice Eddy quienes identificaron y estudiaron extensivamente el agente infeccioso, al que le dieron el nombre de poliomavirus SE (Stewart-Eddy). «Polioma» significa «muchos tumores» etimológicamente.